# ヴァンアッベ市立美術館
ヴァンアッベ市立美術館(Van Abbemuseum) は、オランダのアイントホーフェンにある近代美術および現代美術の美術館である。
1936年に設立され、創設者のアンリ・ヴァン・アッベ(Henri van Abbe)にちなんで名付けられた。アンリ・ヴァン・アッベ(1880 – 1940)はアイントホーフェンでタバコ製造会社を経営し、1930年代にベルギー、特に多くの芸術家の集まったシント＝マルテンス＝ラーテムなどを訪れては、作品を買い付けてコレクションを増やし、1936年にヴァンアッベ市立美術館を設立した。 
2003年には建築家アベル・カーエン(Abel Cahen)が設計した新館が増設された。

## コレクション
コレクションには、1000点の彫刻、700点の絵画、1000点の紙の作品がある。
コレクションには、パブロ・ピカソ, ジョルジュ・ブラック, ワシリー・カンディンスキー, 
マルク・シャガール, エル・リシツキー, フェルナン・レジェ, ピート・モンドリアン,
ヨーゼフ・ボイス, マルセル・ブロータス, アンゼルム・キーファー, ヤニス・クネリス, 
レベッカ・ホーン, ジグマー・ポルケなどの作品がある。

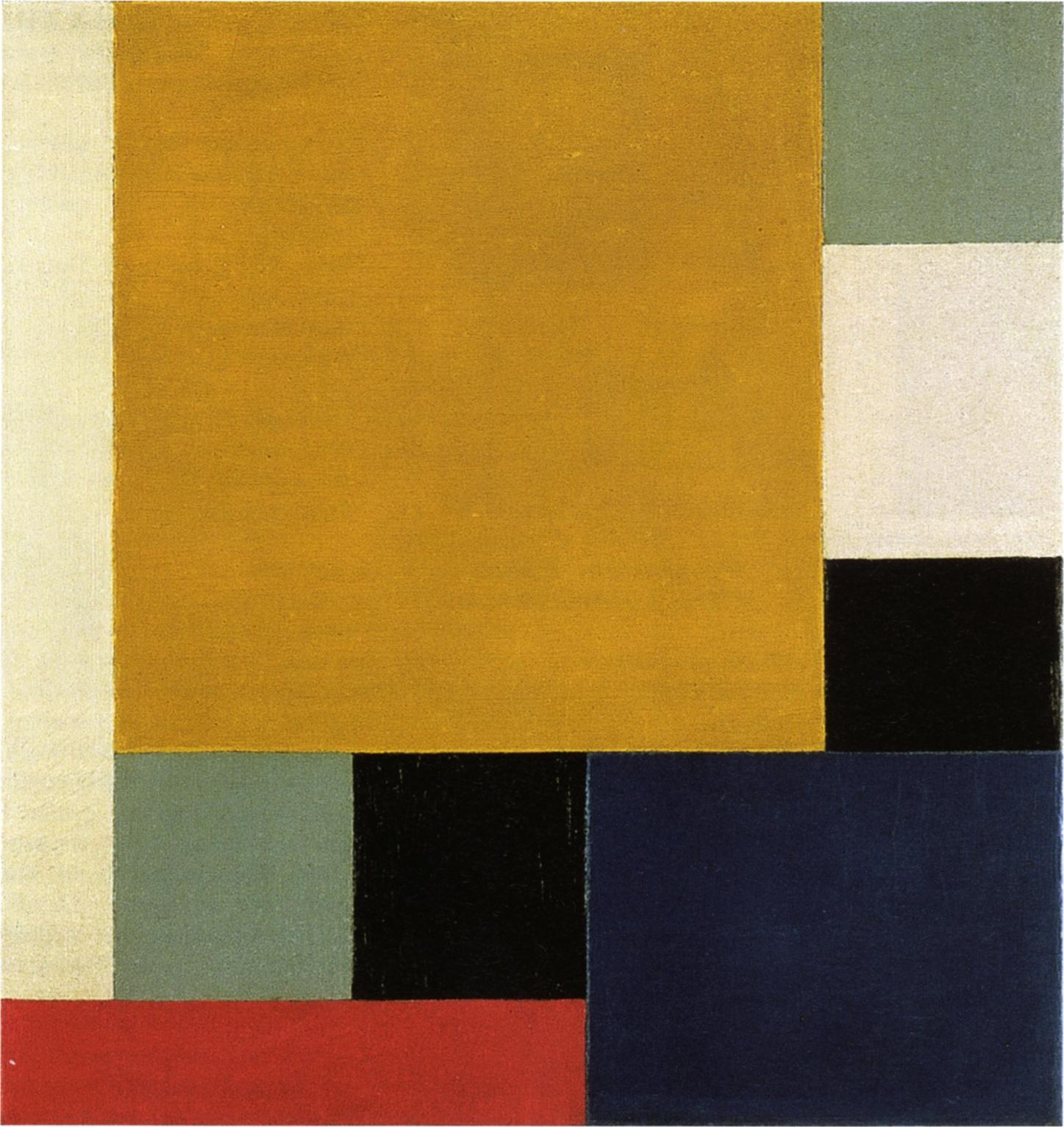
テオ・ファン・ドゥースブルフ,　Composition XXII (1922)
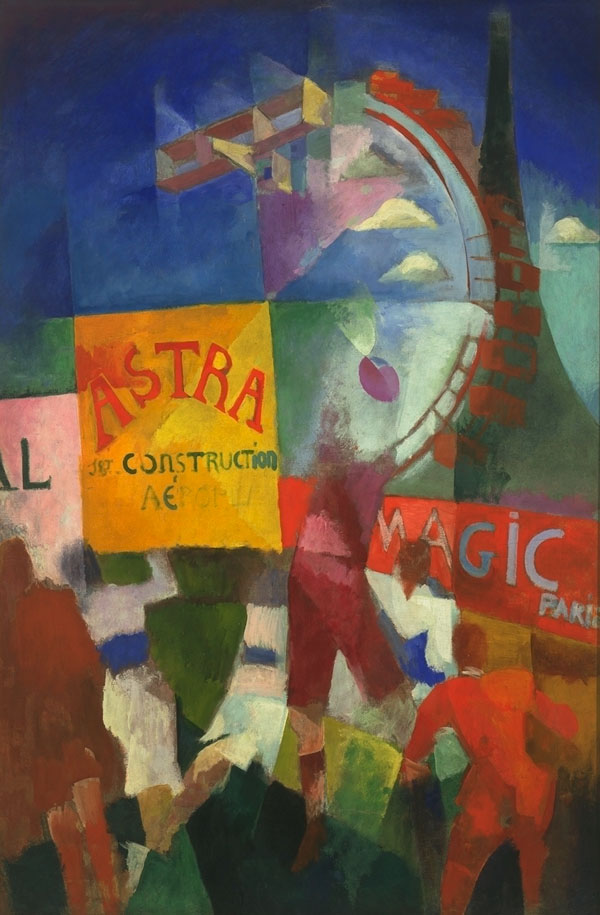
ロベール・ドローネー, L'Équipe de Cardiff (1913)
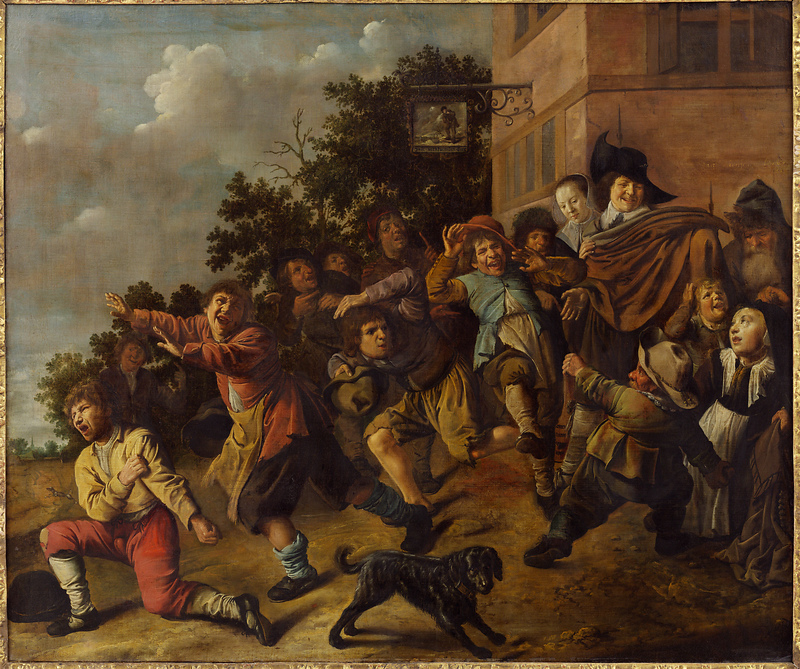
ヤン・ミーンセ・モレナール, Scene with Dwarves (1646)